# Amalie Buchheim

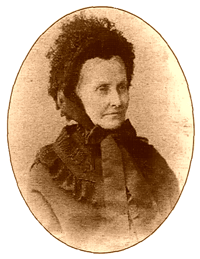
Amalie Buchheim

Amalie Helene Charlotte Buchheim (* 30. Mai 1819 in Ludwigslust; † 1. April 1902 in Schwerin) war die erste Custodin der Schweriner Altertümersammlungen im 19. Jahrhundert und damit die erste weibliche Archäologin in bezahlter Stellung im deutschsprachigen Raum.

## Leben
Amalie Helene Charlotte Buchheim kam als Tochter von Wilhelm Buchheim und Catharina Elisabeth Buchheim, geb. Braun in Ludwigslust zur Welt. Ihr Vater war herzoglicher Hofküster. Seit der Gründung des Vereins für mecklenburgische Geschichte und Altertumskunde im Jahre 1835 war Wilhelm Buchheim dort mit der Pflege der Vereinssammlungen betraut und hatte nach der Verlegung der Großherzoglichen Altertümersammlungen von Ludwigslust nach Schwerin ab 1837 auch die Stelle des dortigen Custos inne. Da ihr Vater bereits seit geraumer Zeit erkrankt war, half Amalie Buchheim ihm von Beginn an bei seinen Tätigkeiten in den Sammlungen. Nach dem Tod ihres Vaters im Jahre 1841 lebte Amalie Buchheim gemeinsam mit ihrer kranken Mutter und dem zwei Jahre jüngeren Bruder Carl in sehr ärmlichen Verhältnissen. Amalie erledigte nun die Arbeiten des verstorbenen Vaters allein, jedoch ohne eine offizielle Anstellung und eine Entlohnung für die Tätigkeiten vom Großherzog zu erhalten. Erst nachdem 1860 auch ihre Mutter verstarb, bewirkte der Archivar und Erste Sekretär des Altertumsvereins Friedrich Lisch, dass die inzwischen vierzigjährige Amalie Buchheim offiziell die Stellung einer Custodin erhielt. In dieser Position war sie bis zu ihrem Tode 1902 tätig.

## Bedeutung
Amalie Buchheim war maßgeblich an Aufbau, Pflege und Vergrößerung der Schweriner Altertümersammlungen beteiligt. Sie war nicht nur mit Friedrich Lisch eng vertraut, sondern hatte aufgrund ihrer Tätigkeiten auch Kontakte mit anderen zeitgenössischen Wissenschaftlern, u. a. mit Rudolf Virchow, Luigi Pigorini, Adolph de Morlot und John Kemble. Die spätere Professorin und Museumsleiterin der Kieler Altertümersammlungen, Johanna Mestorf, hielt sich in den 1860er Jahren mehrfach für längere Zeit in Schwerin auf, um bei Amalie Buchheim die Grundlagen der Museumsarbeit zu erlernen und Heinrich Schliemann bezeichnete sie in seinem Werk „Ilios. Stadt und Land der Trojaner“ als „meine geehrte Freundin, das gelehrte Fräulein Amalie Buchheim“. 1882 erhielt Amalie Buchheim von Großherzog Friedrich Franz II. die Medaille „Den Wissenschaften und Künsten“ in Silber und mit Schleife überreicht, eine außerordentliche Auszeichnung und Würdigung ihrer Arbeit.